# Existencialisme feminista
En el feminisme existencialista s'emfatitzen conceptes com la llibertat, les relacions interpersonals i l'experiència de viure com un cos humà. Les feministes existencialistes valoren la capacitat de canvi radical, però reconeixen que factors com l'autoengany i l'ansietat causada per la possibilitat de canvi poden limitar-la. Moltes es dediquen a exposar i soscavar els rols de gènere socialment imposats i les construccions culturals que limiten l'autodeterminació de les dones, i critiquen a les feministes postestructuralistas que neguen la llibertat intrínseca de les dones individuals. Una dona que pren decisions pel que fa a la seva forma de vida i pateix l'ansietat associada a aquesta llibertat, aïllament o inconformisme, però roman lliure, demostra els principis de l'existencialisme. Les novel·les de Kate Chopin, Doris Lessing, Joan Didion, Margaret Atwood i Margaret Drabble inclouen històries de tals heroïnes existencials.

## Principals exponents
Jean-Paul Sartre va ser un filòsof existencialista i fenomenòleg francès que ha contribuït en gran manera al feminisme existencial entre d'altres per l'obra la Psicoanàlisi Existencial. En aquesta obra, Sartre pretén que l'individu és la intersecció dels esquemes universals i rebutja la idea d'un individu pur.
Simone de Beauvoir va ser una existencialista de renom i una de les principals fundadores de la segona onada feminista. De Beauvoir va examinar el paper de subordinació de la dona forçat patriarcalment en l'assaig, El Segon Sexe, que algunes consideren la culminació de la seva ètica existencial. El llibre inclou la famosa frase «Un no neix, sinó que es converteix en dona», que introdueix el que s'ha anomenat la distinció entre sexe i gènere. El Segon Sexe de De Beauvoir va crear el vocabulari per analitzar les construccions socials de la feminitat. També va facilitar l'estructura per criticar aquestes construccions, que es va utilitzar com a eina alliberadora, ja que atenia a les formes en què les estructures patriarcals utilitzaven la diferència sexual per privar a les dones de la llibertat intrínseca dels seus cossos. Alguns diuen que de Beauvoir és més abast que Sartre, tot i que sovint es passa per alt en molts treballs exhaustius sobre el feminisme existencialista.
Maurice Merleau-Ponty va ser un altre filòsof francès que va aportar moltes obres existencials al camp. Molts teòrics, com Judith Butler, van criticar els seus mètodes, incloent la seva ideologia sexual.